# Погрешаев, Фёдор Арсентьевич
Фёдор Арсентьевич Погрешаев (11.06.1904 — 06.02.1988) — советский военачальник, военный лётчик, участник Великой Отечественной войны, командир 122-й истребительной авиационной дивизии ПВО, командир Ленинградского гвардейского истребительного авиационного корпуса ПВО, генерал-майор авиации (11.07.1945).

## Биография
Фёдор Арсентьевич Погрешаев родился 11 июня 1904 года в cеле Новогольское Новогольской волости (Новохопёрский уезд Воронежской губернии, ныне село Новогольское Грибановского района Воронежской области. Русский.
В Красной армии с сентября 1923 года. Окончил Военно-теоретическую школу ВВС РККА в Ленинграде в 1924 году, 2-ю военную школу летчиков им. Осоавиахима в городе Борисоглебск в 1926 году, Военную школу воздушного боя в городе Серпухов в 1926 году, курсы рационализации подготовки летчиков при Центральном институте труда в Москве в 1928 году, двухмесячные курсы усовершенствования начальствующего состава при Военно-воздушной академии РККА имени профессора Н.Е Жуковского в 1934 году, Высшую летно-тактическую школу в Липецке в 1935 году, 2 курса Военной академии командного и штурманского состава ВВС РККА в 1941 году, авиационный факультет Высшей военной академии Генерального штаба имени К. Е. Ворошилова в 1950 году.
После окончания обучения в 1926 году служил младшим летчиком в 40-й эскадрильи в Липецке. В декабре 1928 года направлен летчиком-инструктором во 2-ю военную школу летчиков им. Осоавиахима в городе Борисоглебск, где прошел ступени от летчика-инструктора до командира отряда. После обучения на курсах усовершенствования начальствующего состава при Военно-воздушной академии РККА имени профессора Н.Е Жуковского и Высшей летно-тактической школы в Липецке в 1935 году, назначен командиром эскадрильи в 3-ю военную школу летчиков в Оренбург. В конце 1938 года майор Ф. А. Погрешаев был снят с должности за катастрофу самолёта и отдан под суд. После закрытия дела назначен преподавателем теории полета школы. С сентября 1939 года находился на учёбе в Военной академии командного и штурманского состава ВВС РККА в Монино.
С началом войны подполковник Ф. А. Погрешаев в августе 1941 года после 2-го курса академии был направлен на фронт на должность начальника штаба — заместителя командира истребительного авиационного полка, действовавшего на Западном фронте в районе Сухиничи, Людиново. В конце октября 1941 года назначается на должность командира 721-го истребительного авиационного полка, который начал формироваться во 2-м запасном истребительном авиаполку ВВС Московского военного округа на ст. Сейма Горьковской области самолётах ЛаГГ-3. Окончил формирование 6 ноября 1941 года и вошел в состав 142-й истребительной авиационной дивизии ПВО.
В конце декабря 1941 года полк передан из 142-й истребительной авиационной дивизии ПВО в состав 147-й истребительной авиационной дивизии ПВО Ярославско-Рыбинского района ПВО. За период боевой работы в составе войск ПВО полк выполнил 1511 боевых вылетов, потеряв при этом 6 самолётов и 4 лётчика.
В июле 1942 года подполковник Ф. А. Погрешаев назначен на должность заместителя командира 147-й истребительной авиационной дивизии ПВО Ярославско-Рыбинского района ПВО, а с апреля 1943 года — заместителем командира 105-й истребительной авиационной дивизии ПВО Ростовского дивизионного района ПВО. Полки дивизии прикрывали города Ростов-на-Дону и Батайск, железнодорожные узлы Армавир, Кропоткин, Краснодар, Лихая и Каменская, переправ через Дон и Северский Донец, железнодорожные перегоны на радиус действия истребителей.
В июле 1943 года 105-я истребительная авиационная дивизия ПВО переформирована в 10-й Ростовский истребительный авиационный корпус ПВО и подполковник Ф. А. Погрешаев назначен на должность заместителя командира корпуса. В период с 20 июля по 3 августа 1943 года успешно командовал сводной группой корпуса, которая вела боевые действия в подчинении 8-й воздушной армии Южного фронта. Участвовал в Миусской наступательной операции и освобождении Донбасса.
С 19 сентября 1943 года вступил в командование 122-й истребительной авиационной дивизией ПВО Мурманского дивизионного района ПВО. В наградном листе на орден Красного Знамени указывалось, что при вступлении в должность Погрешаевым дивизия имела недостатки в боевой работе и подготовке летного состава. Находясь в сложных условиях вблизи к фронту дивизия сумела в кратчайшие сроки освоить новую материальную часть (самолеты Спитфайр Мк. IX, полученный дивизией по ленд-лизу). Бои, которые проводила дивизия, показали высокий уровень подготовки и храбрости летчиков. Так, примером являются бои дивизии, где встречались 4 самолёта Як и 4 самолёта Ме-109 (Messerschmitt Bf.109) (сбито 3 Ме-109), бои 26 самолётов Як и 20 самолётов Ме-109 (сбито 9 Ме-109), при этом своих потерь дивизия не имела.
122-я истребительная авиационная дивизия ПВО Мурманского дивизионного района ПВО участвовала в прикрытии города и порта Мурманск, Кировской железной дороги на участке Мурманск — Тайбола, союзных морских караванов. Дивизия участвовала в операциях по освобождению Заполярья. Всего с сентября 1943 по октябрь 1944 года дивизия во взаимодействии с наземными частями Мурманского дивизионного района ПВО не пропустила ни одного вражеского самолёта к Мурманску.
В период Петсамо-Киркеесской операции полки дивизии помимо поставленных боевых задач по прикрытию наземных объектов и порта Мурманск осуществляли прикрытие войск 14-й армии, в том числе при освобождении 15 октября 1944 года города Петсамо (Печенга), выполняли боевые вылеты на блокировку аэродромов, на штурмовку наземных войск противника, на сопровождение бомбардировщиков 7-й воздушной армии Карельского фронта.
За отличие в боевых действиях во время операции по освобождению города Петсамо (Печенга) 122-я истребительная авиационная дивизия удостоена почетного наименования «Печенгская». В январе 1945 года дивизия, выполняя задачи в границах 1-го корпуса ПВО, вошла в состав вновь сформированного Центрального фронта ПВО.
После войны в июле 1945 года назначен заместителем командира Ленинградского гвардейского истребительного авиакорпуса ПВО. С июля 1946 года — командир корпуса в составе войск Центрального округа ПВО. С ноября 1947 по январь 1950 ода находился на учёбе в академии им. К. Е. Ворошилова, затем был назначен старшим преподавателем кафедры тактики высших авиационных соединений авиационного факультета этой академии. В мае 1953 года переведен в Управление авиации и ПВО ГОУ Генштаба, где исполнял должность начальника 2-го отдела — начальника направления по ПВО, затем начальника 3-го отдела. В мае 1955 года вновь был прикомандирован к Высшей военной академии им. К. Е. Ворошилова, где был старшим преподавателем. В феврале 1957 года уволен в отставку.
Похоронен в Москве на Кунцевском кладбище.

## Награды
- Орден Ленина[1];
- 3 ордена Красного Знамени[1];
- орден Кутузова II степени[1];
- 2 Ордена Отечественной войны I степени[1];
- Медаль «За победу над Германией в Великой Отечественной войне 1941—1945 гг.» ;
- медали.